# Медаль «За военные заслуги» (Португалия)
Медаль «За военные заслуги» (порт. Medalha de Mérito Militar) — государственная награда Португалии за военные заслуги. 

## Положение
Медаль «За Военные заслуги» вручается военнослужащим, которые продемонстрировали исключительные качества поведения и военное мужество, вызвавшие общественное внимание и уважение. Медаль может вручаться иностранным гражданам.
Медаль состоит из пяти классов. При награждении, вручаемый класс определяется воинским званием награждаемого. Несмотря на статус медали, награда имеет все атрибуты ордена.
- Кавалер Большого креста – знак на широкой чрезплечной ленте и позолоченная звезда на левой стороне груди. Вручается офицерам в звании не ниже генерала.
- 1 класс – знак на шейной ленте и позолоченная звезда на левой стороне груди. Вручается генералам, старшим офицерам.
- 2 класс – знак на шейной ленте и серебряная звезда на левой стороне груди. Вручается старшим офицерам.
- 3 класс – знак на нагрудной ленте с розеткой. Вручается младшим офицерам.
- 4 класс – знак на нагрудной ленте. Вручается остальным категориям военнослужащих.

Орденские планки и постноминальные литеры
| Кавалер Большого креста | 1 класс | 2 класс | 3 класс | 4 класс |
|                         |         |         |         |         |
| GCMM                    | MPMM    | MSMM    | MTMM    | MQMM    |

## Описание
Знак медали для всех классов имеет одинаковый вид, но отличается по размеру: чем ниже класс — тем меньше знак.
Знак — серебряный лилиевидный крест белой эмали с бортиком, с наложенным на него латинским крестом красной эмали. Знак при помощи переходного звена, в виде серебряной башни с светом синей эмали в окне и двери, крепится к ленте.
Звезда серебряная, многолучевая, формируемая трапециевидными лучиками. В центре звезды окаймлённый дубовым венком круглый медальон красной эмали с широкой каймой. В центре медальона знак медали. На кайме надпись: «MERITO MELITAR».
Лента медали шёлковая муаровая пурпурного цвета с тонкой белой полоской по центру обременённой темно-синей полоской. По бокам от белой полоски по три синих полоски, отстающих от края.